# آواز می‌خوانیم و مثل کریسمس متبرک می‌شویم
آواز می‌خوانیم و مثل کریسمس متبرک می‌شویم (انگلیسی: Singin' and Swingin' and Gettin' Merry Like Christmas) عنوان سومین جلد از مجموعه خودزندگینامهٔ ۷ جلدی نویسندهٔ آمریکایی، مایا آنجلو است. ماجراهای این جلد از کتاب مربوط به سال‌های ۱۹۴۹ تا ۱۹۵۵ است و بخش گسترده‌ای از زندگی پیش از ۲۰ سالگی نویسنده‌اش را شرح می‌دهد. در این جلد از مجموعه، آنجلو به تشریح تلاش‌هایش برای حمایت از فرزند خردسالش می‌پردازد. تا پیش از انتشار کتاب به سال ۱۹۷۶، هیچ نویسندهٔ زن آمریکایی-آفریقایی‌تبار، اقدام به انتشار وقایع زندگی‌اش تا حجم ۳ جلدی ننموده بود. دالی مک‌فرسن محقق و عضو فرهنگستان معتقد است که این کتاب، همانند یک پرترهٔ ترسیمی از شکوفهٔ بالغ شده‌است. لیمان بی. هاگن، منتقد دیگری نیز کتاب را «سفر کشف و تولدی مجدد» می‌نامد.

## نگارخانه

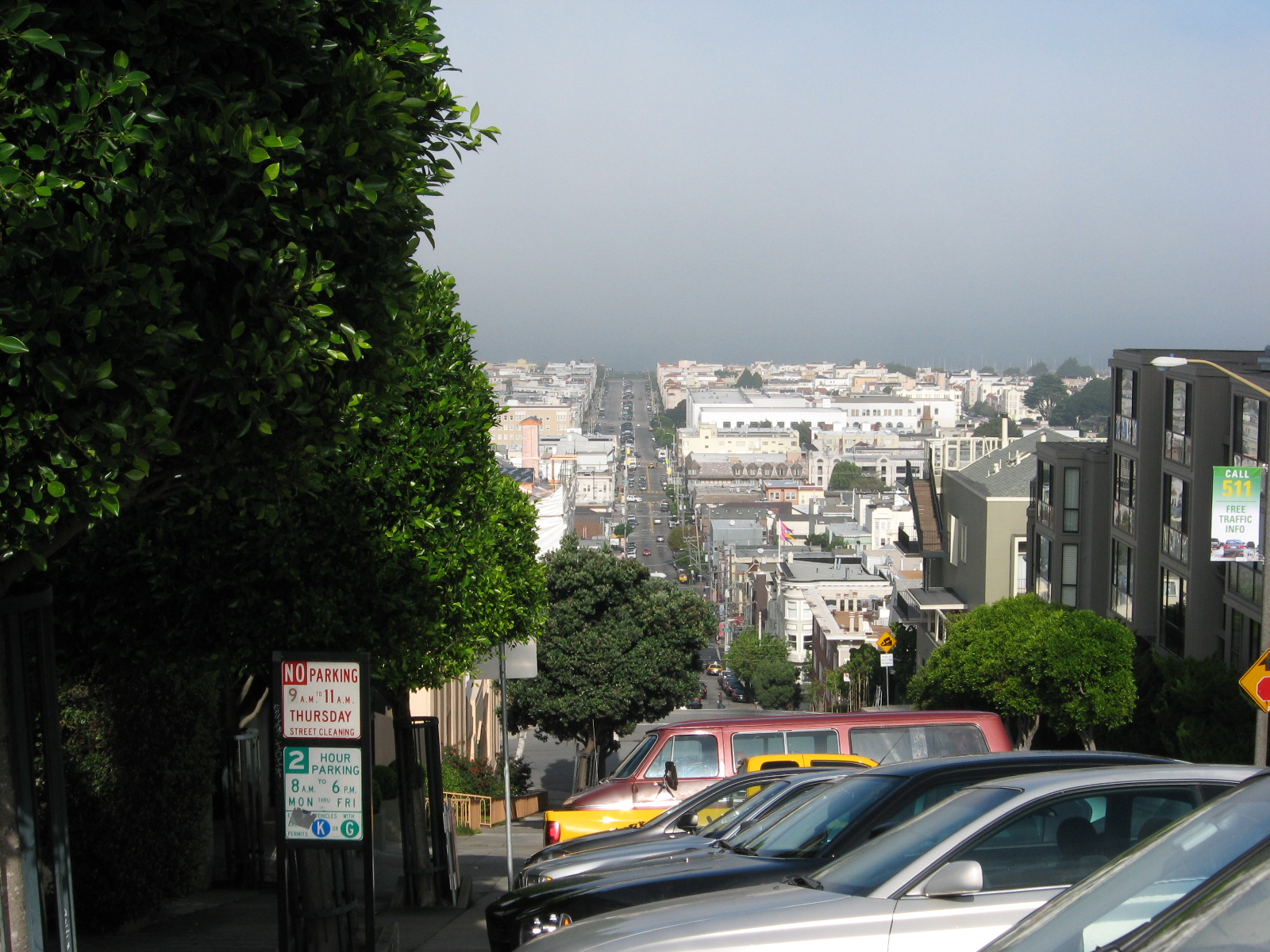
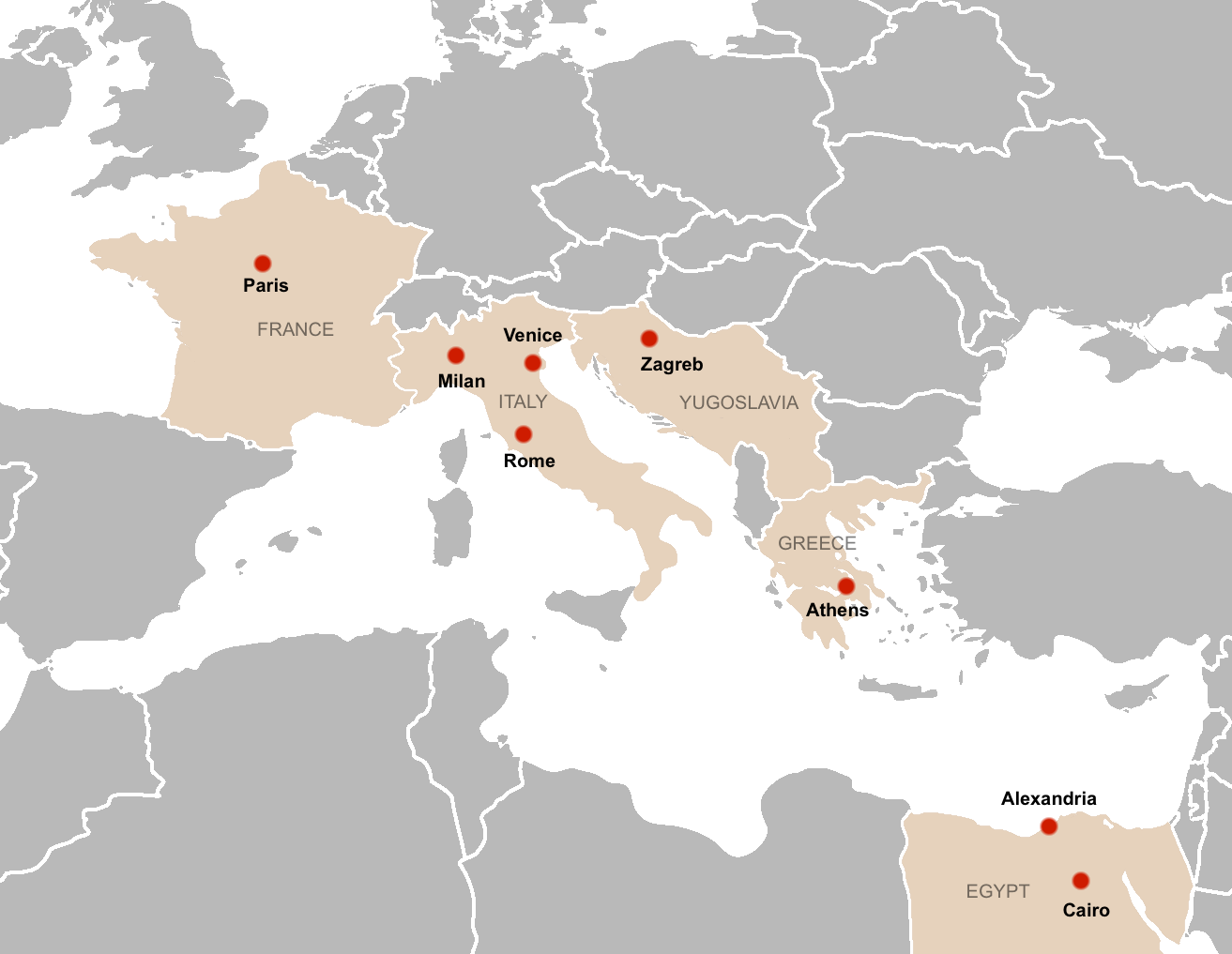